# 梅百器
梅百器（1878年6月4日—1946年8月3日）是一名意大利钢琴家和指挥家，1919年起定居上海，任上海工部局乐队（即今上海交响乐团前身）指挥，成为古典音乐在中国发展的推动者之一，也培养了多名中国本土音乐家，1946年在上海逝世。

## 生平

### 早年
梅百器1878年6月4日生于佛罗伦萨，8岁开始学习钢琴，10岁入读那不勒斯音乐学院，11岁首次公开演奏。梅百器14岁时前往罗马拜钢琴家乔万尼·斯甘巴蒂为师，1895年赢得李斯特国际钢琴比赛大奖，其后在意大利、奥地利和德国各地巡演。在一次演出中，梅百器在演奏贝多芬《热情奏鸣曲》时引起贾科莫·普契尼的注意，普契尼遂推荐梅百器前往米兰音乐学院深造。1897年，梅百器进入米兰音乐学院学习作曲和配器，此后也开始学习指挥，师从鲁道夫·费拉里、莱奥波尔多·穆格诺内和阿图罗·托斯卡尼尼。
自米兰音乐学院毕业后，梅百器指挥交响乐团在意大利巡演一年，1902年再次开始钢琴家生涯，前往荷屬東印度开启巡演，此后在爪哇结识女高音歌唱家伊丽莎白·麦肯齐，1904年开始与其共同巡演，直至1911年伊丽莎白·麦肯齐坠马逝世:9。此后，梅百器在泗水结识荷兰钢琴女教师萨拉·乔安娜·希伦（Sara Johanna Hillen）:4，二人于1917年结婚。

### 上海时期

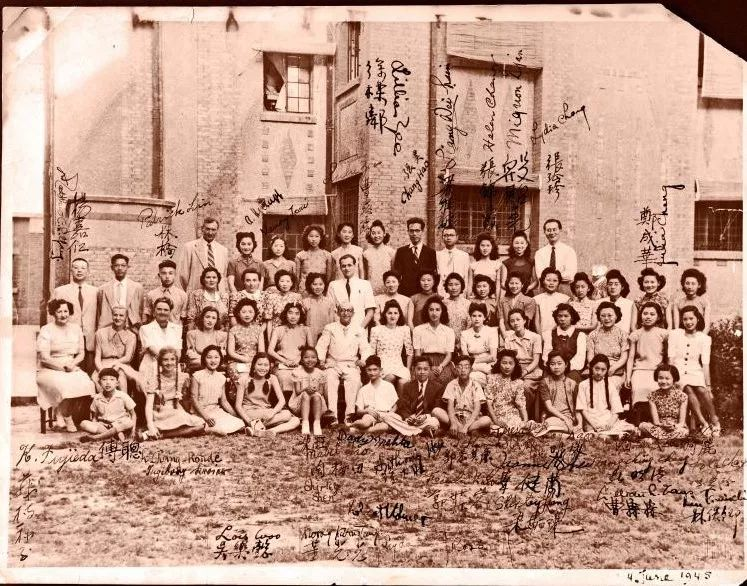
1945年6月，梅百器与学生在上海合影

1918年12月，梅百器乘轮船从香港前往上海，准备在夏令配克大戏院举办钢琴独奏音乐会，这是梅百器1904年以来再次赴沪，但12月28日抵沪后即因不堪华东严寒而患病入院，康复出院后于1919年2月5日在夏令配克大戏院举办第一场个人演奏会。此后，梅百器为给钢琴协奏曲伴奏，从在上海夜总会和饭店演奏的乐手中选出一部分组建乐队，指挥该乐队举行钢琴协奏音乐会并获得成功，上海各界也为此要求重组公共乐队。第一次世界大战爆发后，上海公共乐队德奥乐师相继离队，一战结束后留下的德奥籍人士更被禁止登台。1919年5月，上海公共租界工部局将梅百器选为公共乐队新任指挥，梅百器随后将妻子和1919年5月28日出生的女儿从爪哇接到上海。1919年9月1日，工部局与梅百器签订试用合同，邀请其重组公共乐队。1921年，梅百器回到欧洲为公共乐队招募乐师，此后阿里戈·富华（Arrigo Foa）等6人加入乐队。截至1922年，乐队已有24名欧洲乐师和19名菲律宾乐师。1922年1月1日，上海公共乐队更名为上海工部局乐队。
1923年，梅百器以辞职相挟，要求工部局允许中国观众参加其乐队在市政厅举办的音乐会，工部局最终同意对中国观众开放室内音乐会，梅百器也在露天音乐会和室内音乐会的基础上建立了固定的演出季制度。1927年3月，小提琴家谭抒真加入工部局乐队，成为乐队第一名中国籍乐手，此后陆续有中国乐手加入工部局乐队。1930年12月23日，梅百器指挥工部局乐队演奏黄自创作的交响序曲《怀旧》，这是工部局乐队第一次演奏中国音乐家的作品。此后，梅百器也培养了多名音乐家，如傅聪、巫漪丽、吴乐懿、周广仁等。
中国抗日战争爆发后，工部局乐队面临经济压力，甚至濒临裁撤。1942年5月31日，梅百器指挥工部局乐队在兰心大戏院举办告别音乐会，此后由于日本方面接管乐队，梅百器不再担任指挥。1946年8月3日，梅百器在上海宏恩医院（今延安西路华东医院）逝世，葬礼于8月5日在虹桥公墓举行。